# Пиранометр

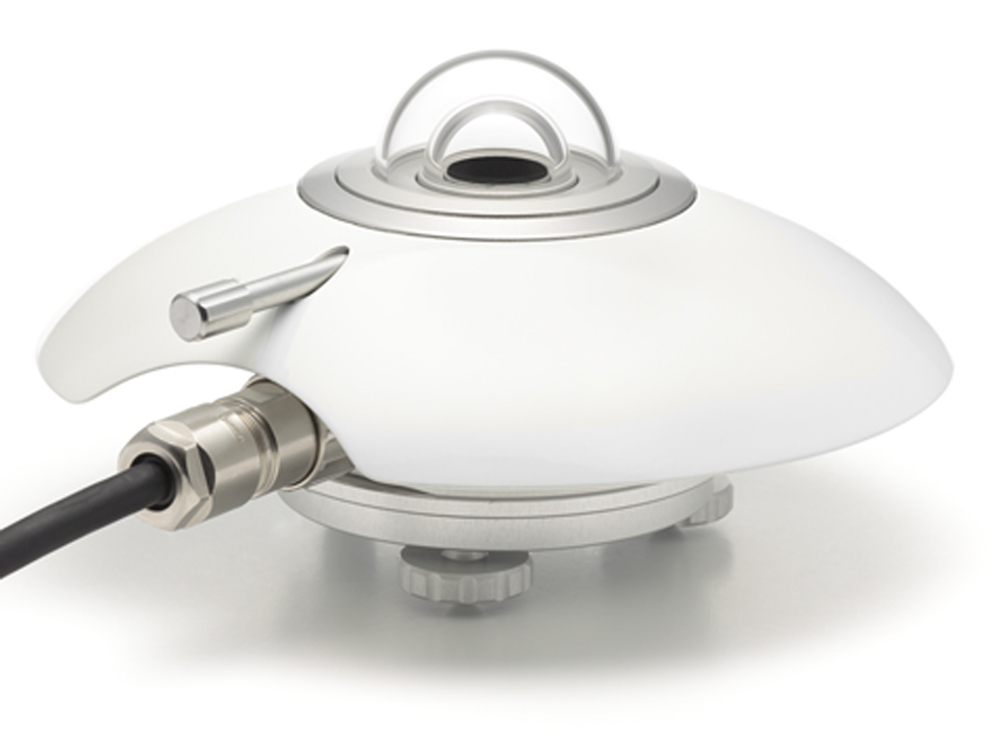
Пиранометр

Пиранометр (греч. πῦρ + άνω + μέτρον — огонь+наверху+мера) — тип актинометра, используемый для измерения солнечной радиации, попадающей на поверхность. Прибор специально разработан, чтобы измерять плотность потока солнечного излучения (то есть в ваттах на квадратный метр), исходящего со всей верхней полусферы. Стандартный пиранометр не требует электропитания.
В качестве датчика пиранометра используются (в зависимости от измеряемого диапазона частот) либо термопары, покрашенные чёрной краской, либо фотодиод. Датчик помещается под прозрачный стеклянный или пластиковый колпак для защиты от внешнего воздействия.
Пиранометры применяются в метеорологии, климатологии, а также в установках солнечных батарей. С их помощью иногда измеряют альбедо (то есть используют в качестве альбедометров).
Разновидностью пиранометра является соляриметр — прибор для измерения суммарной солнечной радиации.
Для непрерывной регистрации солнечной радиации используется пиранограф.

## Стандарты
Для сертификации пиранометров используются новый стандарт ISO 9060:2018 (устаревший стандарт ISO 9060:1990) или эквивалентный стандарт Всемирной метеорологической организации. Стандарты используют своеобразную терминологию. Приборы высокой точности соответствуют классу А или «вторичный эталон» по ISO 9060:1990 (secondary standard) по ISO (или «высокого качества» по терминологии ВМО), а приборы более низкой точности соответствуют классу В или «первому классу» (first class) по ISO (или «хорошего качества» по ВМО). Также существует Класс С или «второй класс» по ISO 9060:1990, ещё менее требовательный, чем первый класс.
В России действуют ГОСТ Р 8.807-2012 и ГОСТ 8.195-2013.